# جرة

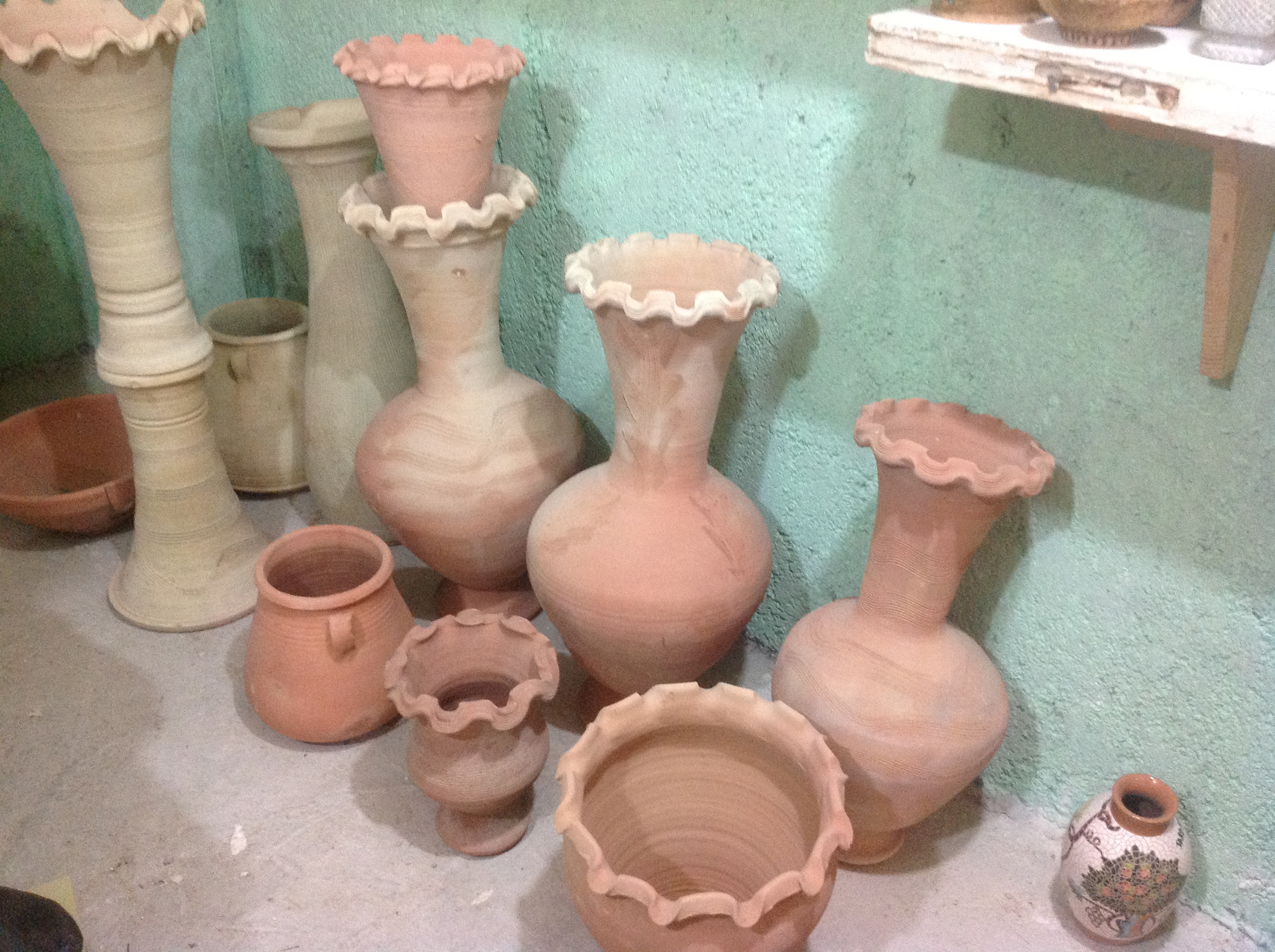
جرات مصنوعة يدويًا من الطين في الأردن.

الجَرَّة (الجمع: جَرَّات، جِرَار، جَرّ) أو المَرطبان أو المَرْتَبَان هي وعاء أسطواني الشكل، في الغالب تكون مصنوعة من الزجاج أو الخزف أو الفخار وقد تعارف قديماً على استخدام الجرار في حفظ الماء وتبريده وحفظ الطعام وكذلك الحاجيات والأشياء الثمينة مثل الذهب.

## معرض صور

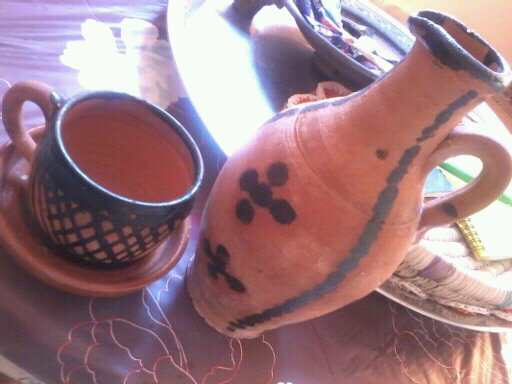
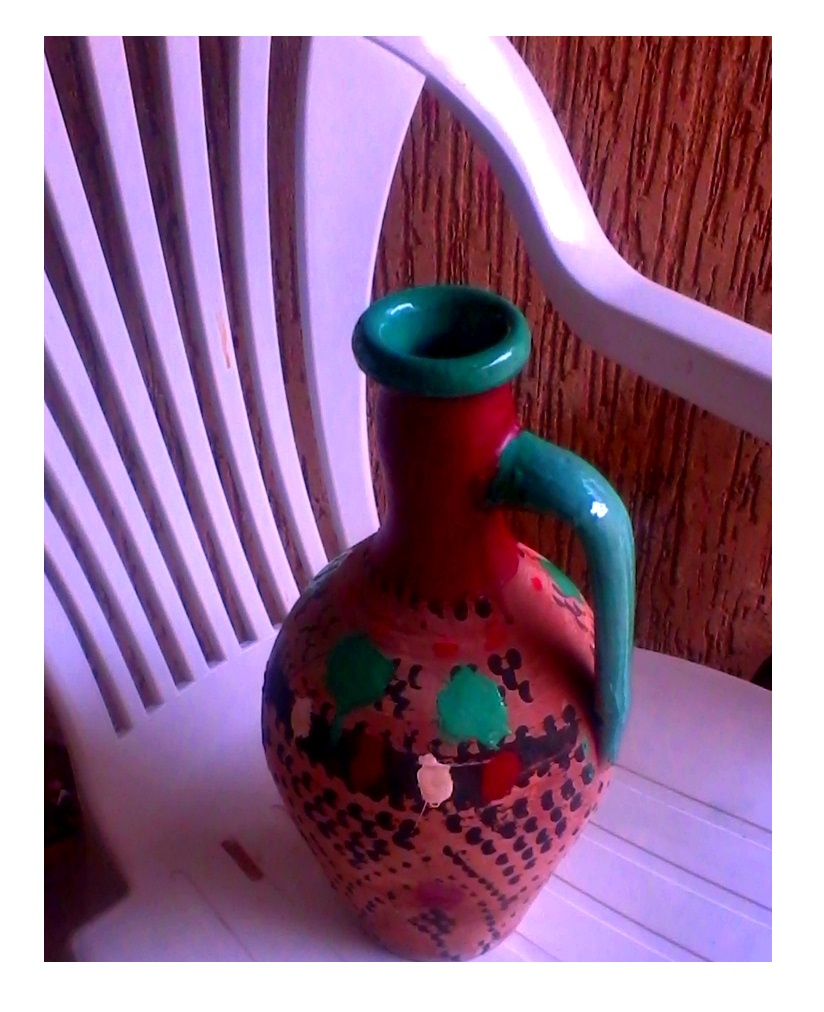

## الأنواع المختلفة

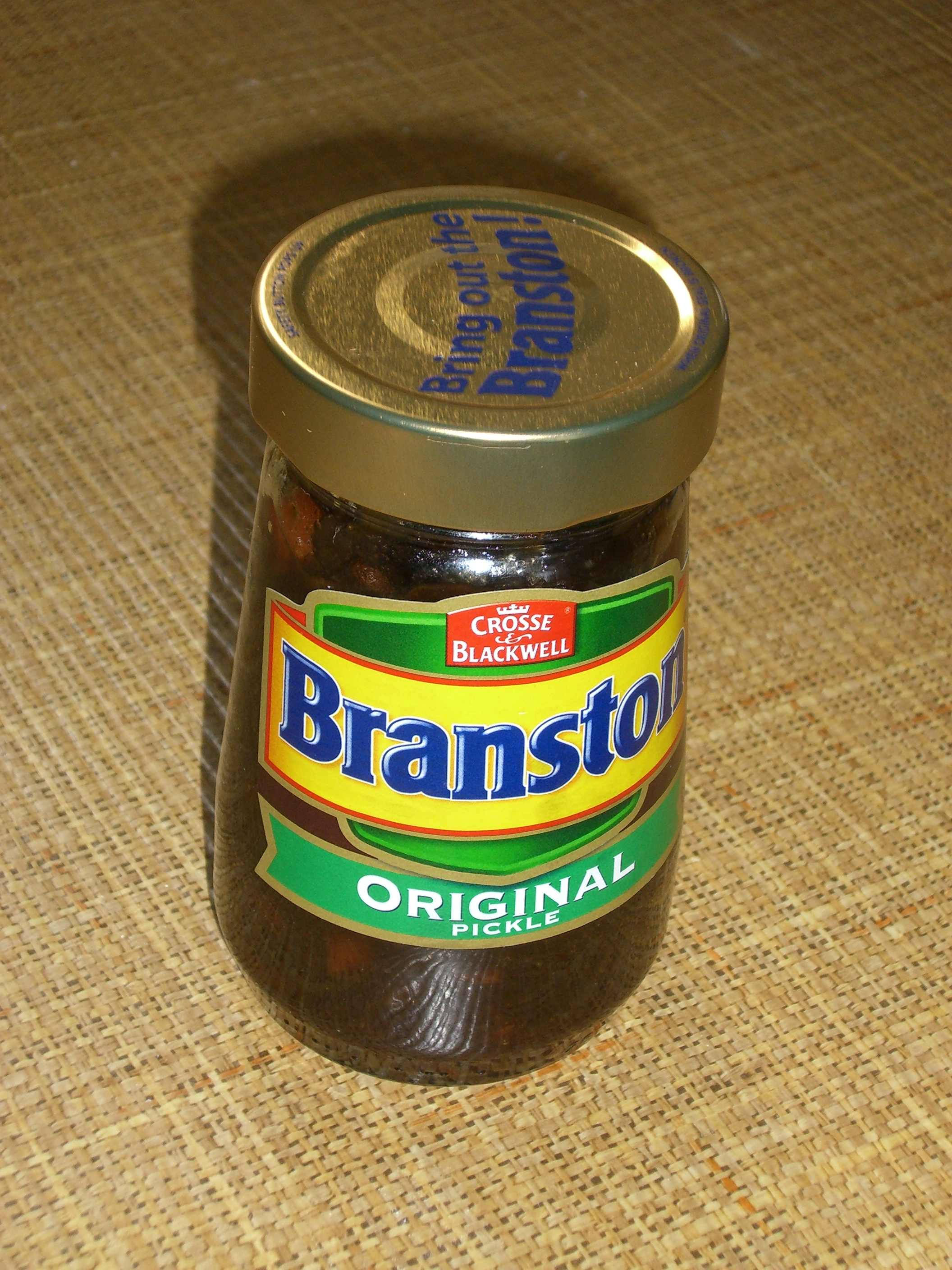
جرة مخلل
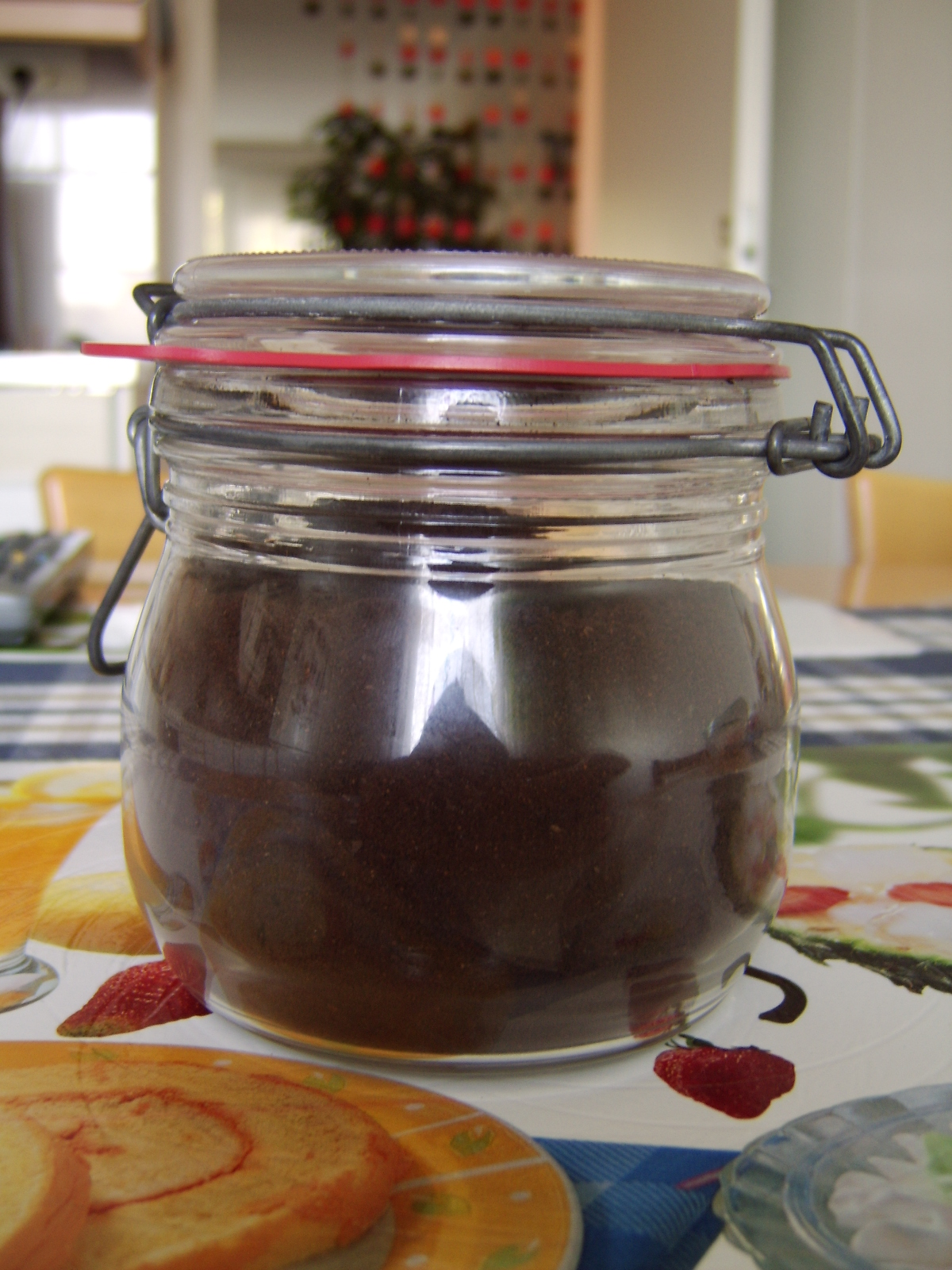
جرة مربى